# Occidryas eurytion
Occidryas eurytion är en fjärilsart som beskrevs av Mead 1875. Occidryas eurytion ingår i släktet Occidryas och familjen praktfjärilar. Inga underarter finns listade i Catalogue of Life.